# Crinitz
Crinitz (in lusaziano inferiore Krynica) è un comune di 1 134 abitanti del Brandeburgo, in Germania.

Appartiene al circondario dell'Elba-Elster ed è parte dell'Amt Kleine Elster (Niederlausitz).

## Storia
Nel 2003 venne aggregato al comune di Crinitz il soppresso comune di Gahro.